# Kathy Dunderdale

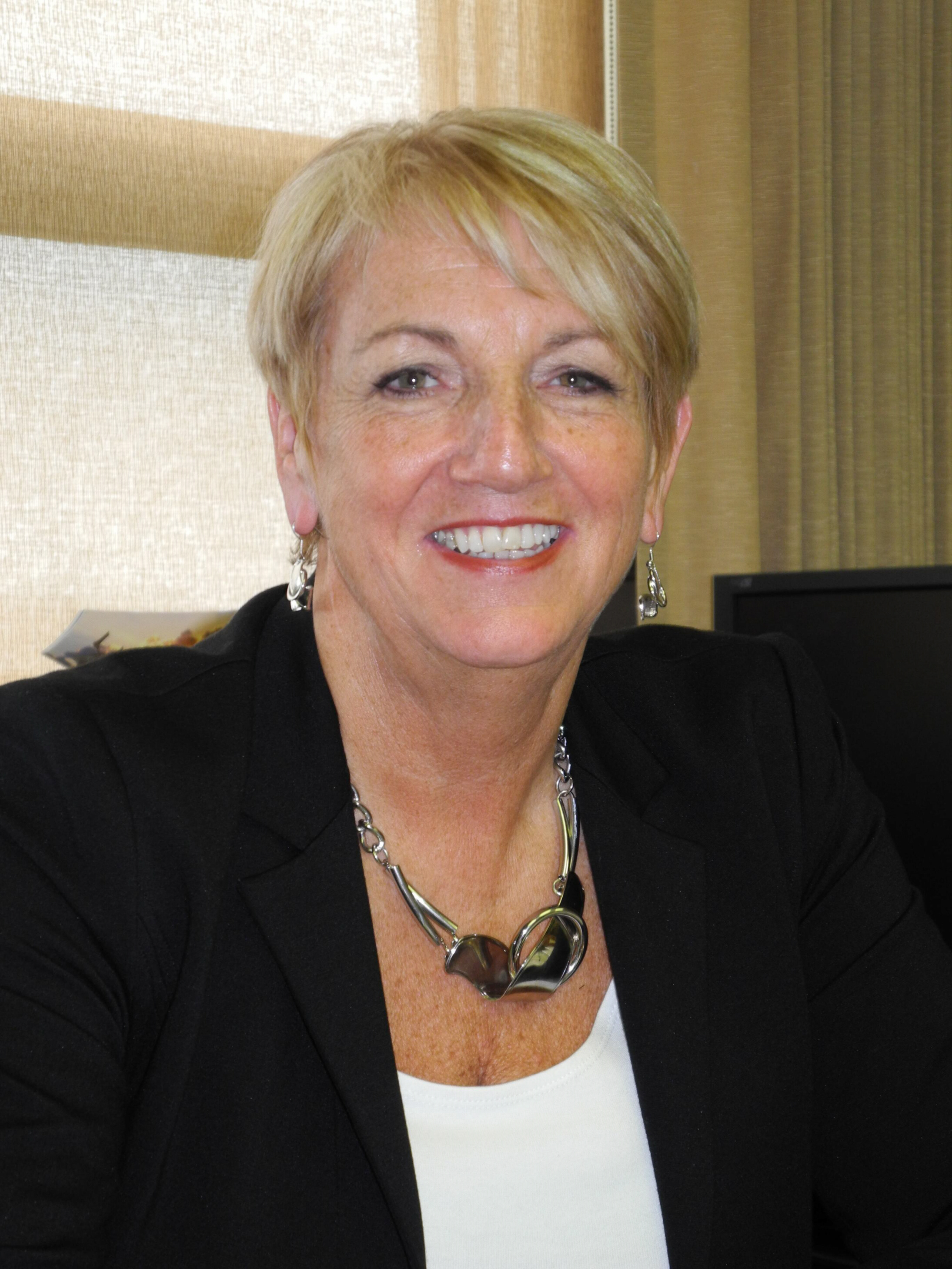
Kathy Dunderdale

Kathleen Mary Margaret („Kathy“) Dunderdale (* Februar 1952 in Burin, Neufundland) ist eine kanadische Politikerin. Sie war vom 3. Dezember 2010 bis zum 24. Januar 2014 Premierministerin der Provinz Neufundland und Labrador. Seit 2003 vertrat sie als Abgeordnete den Wahlbezirk Virginia Waters im Abgeordnetenhaus von Neufundland und Labrador und hatte im Kabinett von Danny Williams mehrere Ministerposten inne. Nach Williams’ Rücktritt übernahm sie den Vorsitz der Progressive Conservative Party of Newfoundland and Labrador. Zu Beginn des Jahres 2014 legte sie alle politischen Ämter nieder.

## Biografie
Kathy Warren, wie sie mit Mädchennamen hieß, studierte an der Memorial University of Newfoundland und lernte 1972 ihren späteren Ehemann, einen Frachtschiffkapitän, kennen. Als Hausfrau zog sie ihre beiden Kinder auf, während er auf hoher See war. Später war sie in der Lokalpolitik aktiv und führte ein Aktionskomitee an, das die Schließung eines Fischverarbeitungsbetriebs in Burin verhindern konnte. Darüber hinaus war sie Sozialarbeiterin und Mitglied des Schulrates. Dunderdale gehörte dem Gemeinderat von Burin an, davon mehrere Jahre als Vizebürgermeisterin, und präsidierte als erste Frau den Gemeindeverband von Neufundland und Labrador. 1995 zog sie in die Provinzhauptstadt St. John’s.
Als Kandidatin der Progressiv-Konservativen trat Dunderdale 1993 zu den Wahlen zum Abgeordnetenhaus von Neufundland und Labrador an und unterlag dem damaligen liberalen Premierminister Clyde Wells. Zehn Jahre später versuchte sie es erneut und setzte sich gegen Bergbau- und Energieminister Walter Noel durch. Nach den Wahlen nahm Danny Williams sie in seine Regierung auf und machte sie zur Ministerin für Innovation, Handel und Entwicklung des ländlichen Raums. 2006 erfolgte eine Kabinettsumbildung und Dunderdale übernahm die Bereiche natürliche Ressourcen, Forstwirtschaft und Landwirtschaft. Am 31. Oktober 2010 wurde sie zur Vize-Premierministerin ernannt und leitete zusätzlich das Gleichstellungsbüro, während sie weiterhin ihr Amt als Ministerin für natürliche Ressourcen ausübte. Im März 2010 vertrat sie Williams, als dieser sich einer Herzoperation unterziehen musste.
Dunderdale trat am 3. Dezember 2010 die Nachfolge Williams’ als Premierministerin von Neufundland und Labrador an und war damit die erste Frau in diesem Amt. Am 2. April 2011 übernahm sie zusätzlich den Parteivorsitz. Bei den Wahlen am 11. Oktober 2011 verloren die Progressiv-Konservativen zwar sechs Sitze, konnten die absolute Mehrheit jedoch halten. Ihre persönlichen Zustimmungswerte und jene ihrer Partei in Meinungsumfragen sanken während ihrer Regierungszeit kontinuierlich. Dafür verantwortlich gemacht wurde vor allem ihre Finanzpolitik: Die Einnahmen der Provinz aus der Erdölförderung waren zu optimistisch geschätzt worden. Gepaart mit steigenden Staatsausgaben führte dies dazu, dass die regelmäßigen Überschüsse ihres Vorgängers Williams sich in hohe Defizite verwandelten. Innerhalb von drei Jahren stiegen die Schulden um vier Milliarden Dollar. Im März 2013 musste der Abbau von mehr als 1200 Stellen im öffentlichen Dienst angekündigt werden und in der Gunst der Wähler lagen die Progressiv-Konservativen nur noch bei 39 % – verglichen mit 56 % bei den Wahlen von 2011.
Angesichts weiter sinkender Umfragewerte gab Dunderdale am 22. Januar 2014 an einer Pressekonferenz ihren Rücktritt auf den 24. Januar bekannt. Der bisherige Finanzminister Tom Marshall übernahm das Amt des Premierministers und auch den Parteivorsitz. Am 28. Februar 2014 trat Dunderdale auch als Abgeordnete zurück.